# Suhoi Su-33
Suhoi Su-33 (NATO 'Flanker-D') este o versiune multirol pentru aviația ambarcată pe portavion a avionului Su-27 produsă începând cu 1992. Are aripi pliante, sistem de realimentare în aer, cârlig de apuntare, tren de aterizare întărit și aripi canard, în fața planelor principale.
1. ↑   http://lenta.ru/articles/2012/06/15/su33/ Lipsește sau este vid: |title= (ajutor)